# ピーノ・トリネーゼ
ピーノ・トリネーゼ（イタリア語: Pino Torinese）は、イタリア共和国ピエモンテ州トリノ県にある基礎自治体（コムーネ）。
トリノ市の南東6kmに位置する近郊の町で、トリノ天文台がある。また、食品大手のフェレロ社は当地に本社を置く。

## 地理

### 位置・広がり

#### 隣接コムーネ

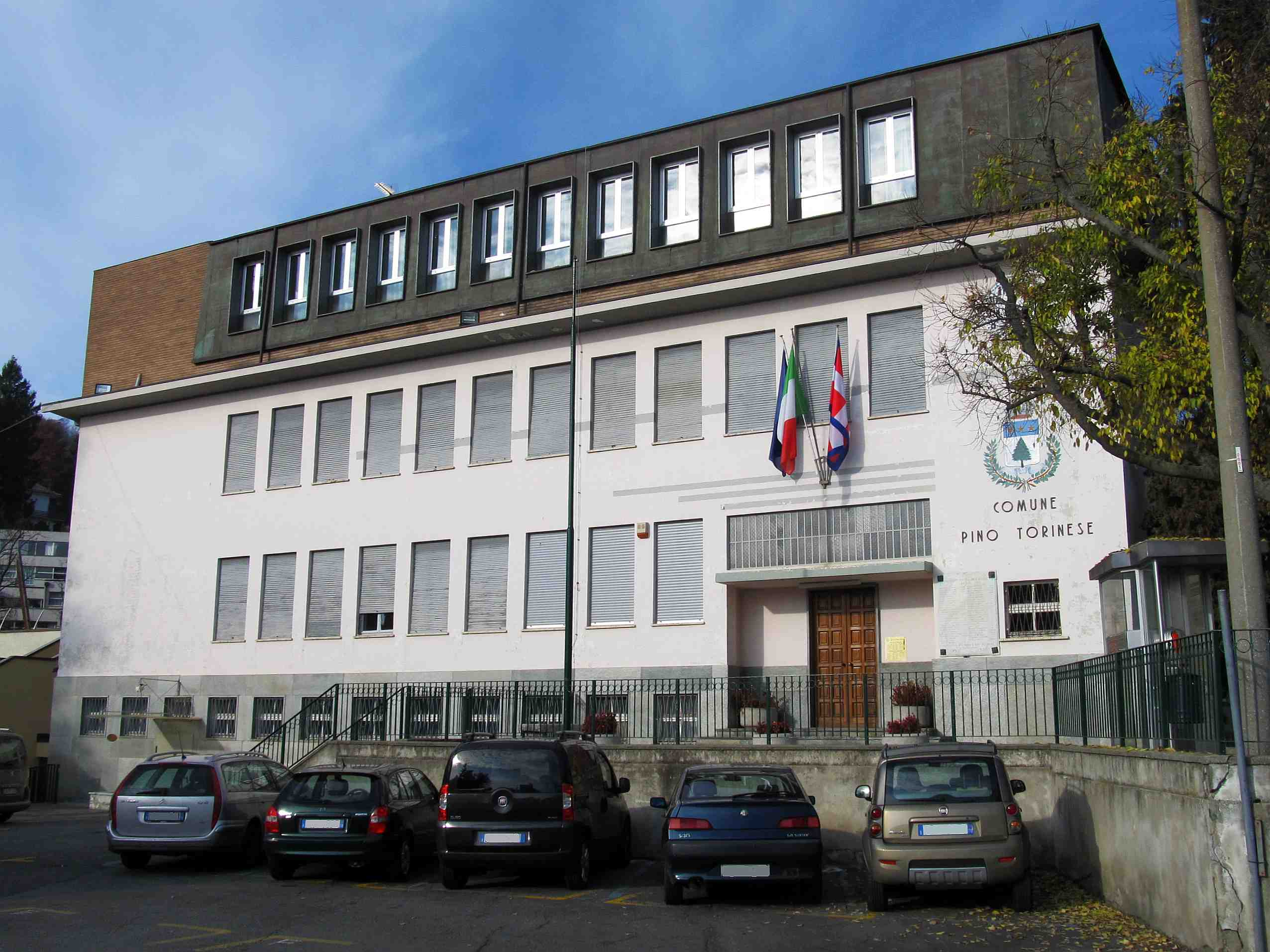
市庁舎

隣接するコムーネは以下の通り。
- バルディッセーロ・トリネーゼ
- カンビアーノ
- キエーリ
- ペチェット・トリネーゼ
- トリーノ

## 行政

### 分離集落
ピーノ・トリネーゼには、以下の分離集落（フラツィオーネ）がある。
- Cento Croci, San Felice, Valle Ceppi, Tetti Miglioretti, Monte Aman

## 産業
食品大手で、チョコレート風スプレッド「ヌテラ」などで知られるフェレロ社が本社機能を置いている。

## 人物

### 著名な出身者
- ロベルト・ロルフォ - オートバイレーサー